# Cerviniella brodskayae
Cerviniella brodskayae är en kräftdjursart som beskrevs av Por 1969. Cerviniella brodskayae ingår i släktet Cerviniella och familjen Cerviniidae. Inga underarter finns listade i Catalogue of Life.